# Lechytia anatolica
Lechytia anatolica är en spindeldjursart som beskrevs av Beier 1965. Lechytia anatolica ingår i släktet Lechytia och familjen Lechytiidae. Inga underarter finns listade i Catalogue of Life.